# Papilio cresphontes
Papilio cresphontes, zuweilen auch Großer Schwalbenschwanz, Mittelamerikanischer Schwalbenschwanz oder Brasilianischer Schwalbenschwanz genannt, ist ein Schmetterling (Tagfalter) aus der Familie der Ritterfalter (Papilionidae).

## Beschreibung

### Falter
Die Falter erreichen eine Flügelspannweite von 100 bis zu 160 Millimetern und sind damit die größte Tagschmetterlingsart in Nordamerika. Die Vorderflügel sind gestreckt und von schwarzbrauner Grundfarbe. Vom Apex verläuft eine aus Flecken gebildete gelbe Binde, die in Richtung des Wurzelfeldes breiter wird und sich auf den Hinterflügeln fortsetzt. Am Außenrand der Vorderflügel befinden sich gelbe Flecke. Die Hinterflügel sind ebenfalls schwarzbraun, leicht gezähnt und besitzen einen langen Schwanzfortsatz. Dieser enthält einen gelben Augenfleck, der meist lang gestreckt ist. In der Nähe des Randes der Hinterflügel befindet sich eine Reihe gelber Bogenflecke, die teilweise ineinander verlaufen und dadurch wie eine Binde wirken. Am unteren Innenrand befindet sich ein schwarzer Augenfleck, über dem ein rötlicher, nach oben bläulich angelegter, halbmondförmiger Fleck deutlich wird.

### Raupe
Die Raupen haben eine abwechselnd schwarzbraune und weißliche Farbe und ähneln Vogelkot, wodurch sie vor Fressfeinden gut getarnt sind. Bei Gefahr können sie außerdem ein rotes Osmaterium ausstülpen.

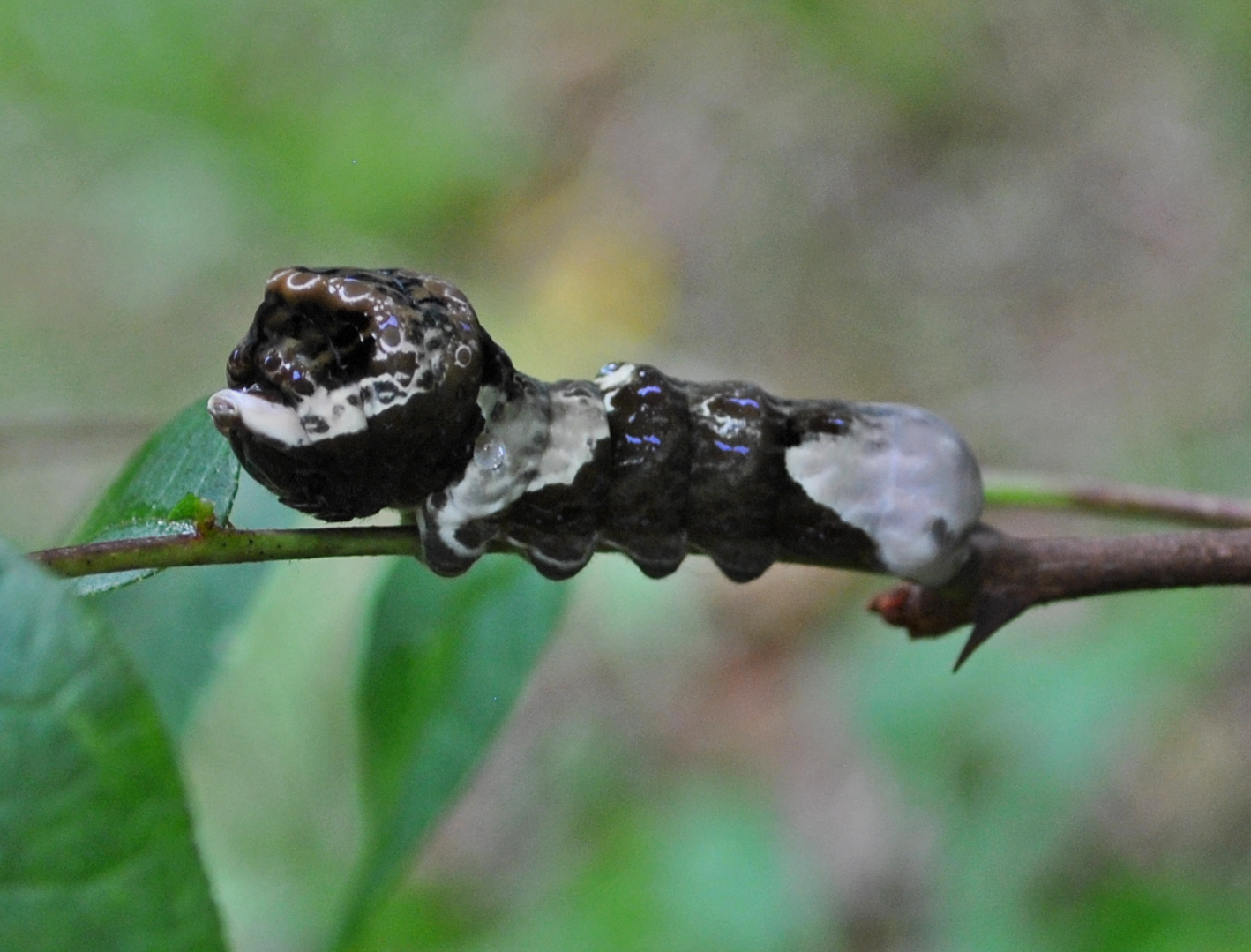
Raupe
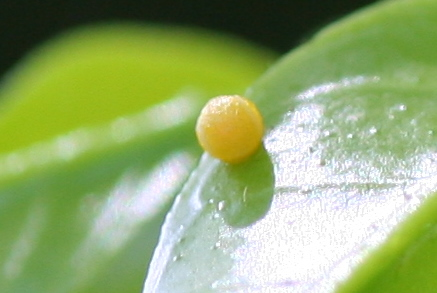
Ei
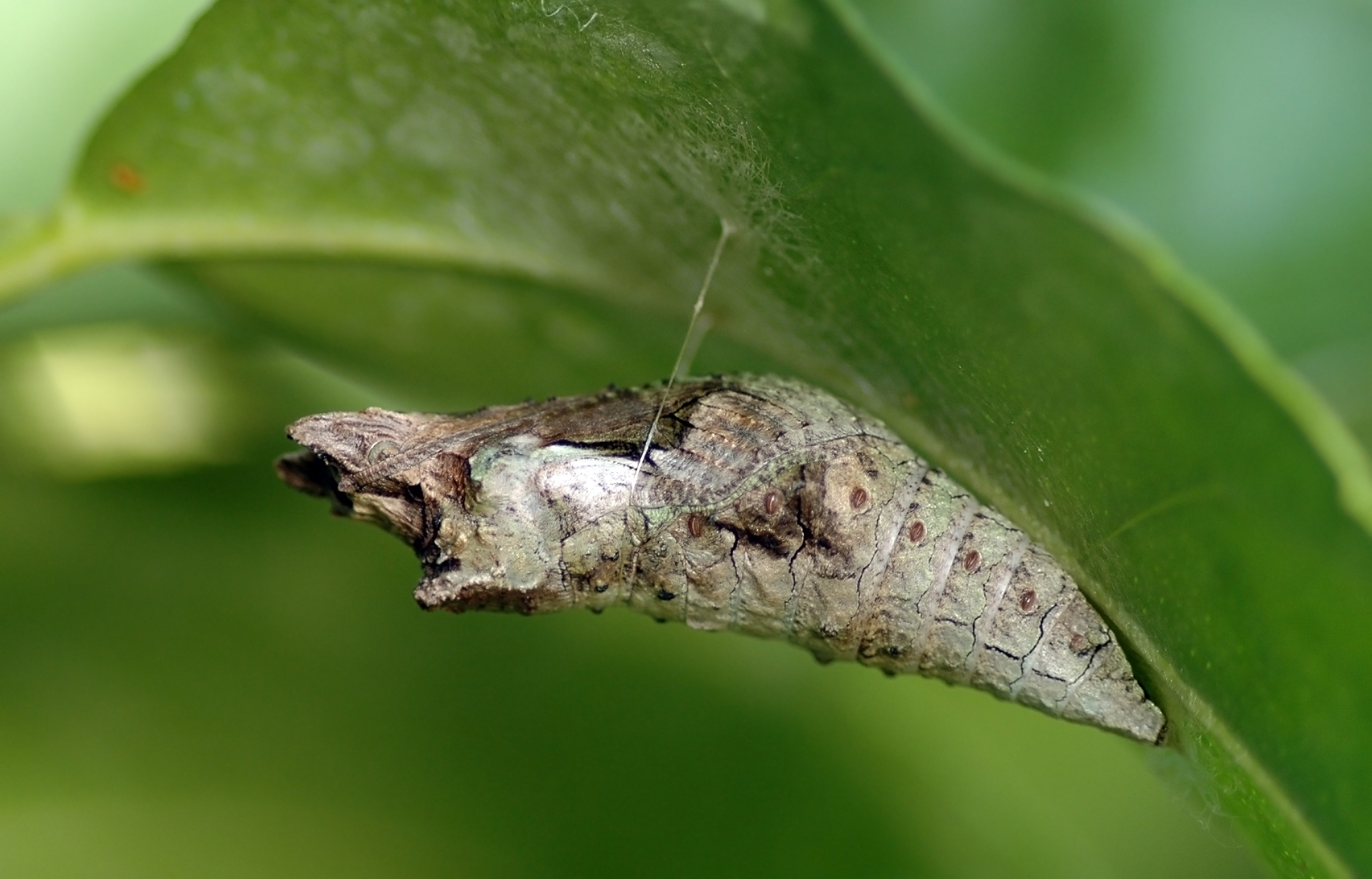
Puppe

### Ähnliche Arten
Der Falter ähnelt dem Königs-Schwalbenschwanz (Papilio thoas) sehr stark, der jedoch in der Regel etwas kleiner ist (Maximale Flügelspannweite 140 Millimeter). Einige Autoren geben als Unterscheidungsmerkmal an, dass P. cresphontes nur drei gelbe Flecke am Außenrand der Vorderflügel Richtung Thomus besitzt, während P. thoas deren vier zeigt. Zur sicheren Bestimmung sollten dennoch Spezialisten zu Rate gezogen werden.

## Verbreitung und Lebensraum
Papilio cresphontes ist überwiegend im Osten und Süden der USA verbreitet und kommt auch auf den Bermuda-Inseln, auf Kuba, in Mittelamerika sowie bis Venezuela und Kolumbien vor. Die Art besiedelt sehr unterschiedliche Lebensräume, beispielsweise sandige oder felsige Hügellandschaften, Uferzonen oder Obstplantagen.

## Lebensweise
Die Falter bilden in den nördlichen Teilen des Verbreitungsgebietes zwei Generationen pro Jahr und fliegen von Mai bis September. In Florida sind sie ganzjährig zu beobachten. Sie besuchen zur Nektaraufnahme gerne verschiedene Blüten. Dazu zählen Wandelröschen (Lantana), Azaleen und Bougainvillea.
Die Raupen ernähren sich polyphag von verschiedenen Rautengewächsen (Rutaceae), wie Zitruspflanzen (Citrus), Zanthoxylum und Kleeulme (Ptelea trifoliata). In Orangenplantagen treten sie zuweilen als Agrarschädling auf und werden in den USA dann als „Orange Dogs“ bezeichnet. Die Verpuppung erfolgt als Gürtelpuppe. Diese wird oftmals an dünnen Stämmen befestigt und verleiht ihr dann das Aussehen eines dürren abgebrochenen Astes.